# Let God Sort Em Out
Let God Sort Em Out é o quarto álbum de estúdio da dupla estadunidense de hip hop Clipse, composta pelos irmãos Pusha T e Malice. Lançado em parceria com a Roc Nation Distribution em 11 de julho de 2025, é o primeiro álbum da dupla desde Til the Casket Drops (2009); Malice deixou a dupla em 2010, e os dois se reuniram novamente em 2019. O colaborador e mentor de longa data Pharrell Williams retorna como produtor executivo e único produtor do álbum, após romper a parceria com seu colega dos Neptunes, Chad Hugo; Pharrell também participa como convidado, junto de Ab-Liva (do projeto paralelo da Clipse, Re-Up Gang), John Legend, Kendrick Lamar, Nas, Stove God Cooks, The-Dream, Tyler, the Creator e o grupo vocal gospel Voices of Fire. Outros colaboradores incluem Lenny Kravitz e Stevie Wonder.
Rumores sobre um novo álbum da Clipse começaram em 2023, quando Pharrell — que naquele ano tornou-se diretor criativo da linha masculina da grife de luxo Louis Vuitton — incluiu uma música inédita da dupla na trilha sonora do desfile masculino primavera-verão 2024 da marca; as duas edições anuais seguintes também contaram com músicas inéditas da Clipse. As sessões de gravação do álbum, iniciadas em 2023, foram divididas entre um estúdio localizado no estado natal do trio, Virgínia, Estados Unidos, e a sede da Louis Vuitton em Paris, França.
Inicialmente planejado para ser lançado em 2024, o álbum foi adiado após a gravadora Def Jam Recordings e sua controladora, Universal Music Group, exigirem que o verso do convidado Kendrick Lamar fosse censurado ou removido. Embora a justificativa oficial dada à dupla tenha sido o temor da gravadora quanto a possíveis represálias do então presidente dos Estados Unidos, Donald Trump, devido à letra da música, Pusha T declarou em entrevistas acreditar que o motivo real foi o histórico de desavenças públicas entre ele, Lamar e o rapper Drake, o que resultou no lançamento de diversas faixas de ataque mútuo. Em 2025, Drake processou a Universal pela publicação da faixa de Lamar "Not Like Us". Pusha T também afirmou que desde 2018 suas músicas vinham sendo censuradas pela Def Jam devido a letras consideradas alusivas a Drake. Recusando-se a censurar o verso, a Clipse aceitou pagar uma quantia milionária para romper o contrato, assinando em seguida um acordo de distribuição com a Roc Nation, concedendo à Def Jam uma porcentagem dos lucros do álbum.
O conteúdo lírico dos singles e do material promocional de Let God Sort Em Out atraiu atenção da mídia pelas críticas abertas de Pusha T aos seus rivais, Drake e Jim Jones, e a antigos parceiros criativos, Ye (f.k.a. Kanye West) e Travis Scott. Pusha T havia sido contratado pela gravadora de Ye, GOOD Music, em 2010. Apesar de terem trabalhado juntos por mais de uma década — com Pusha T tornando-se presidente do selo em 2015 —, a relação se rompeu em 2022 após Ye fazer declarações públicas amplamente condenadas como racistas e antissemíticas, das quais Pusha T se desvinculou. A letra do single principal "Ace Trumpets" faz referências irônicas a Ye, e em entrevistas posteriores Pusha T afirmou que ele e Ye não tinham ligação pessoal fora da música, além de dizer que não o considera um homem de verdade. A faixa promocional "So Be It" contém ataques ao produtor afiliado da GOOD Music, Travis Scott, a quem Pusha T qualificou como desleal, "sem vergonha" e um "prostituto", em especial por um episódio de 2023 em que a música "Meltdown" foi mostrada à Clipse e Pharrell sem conter um verso de Drake — que acabou aparecendo na versão final, zombando de Pharrell.
Let God Sort Em Out foi precedido por um único single, "Ace Trumpets", lançado em 30 de maio de 2025. Um vídeo com a letra foi divulgado em 4 de junho. Embora nenhuma outra música tenha sido lançada como single independente, "Chains & Whips" e "So Far Ahead" foram disponibilizadas na página do álbum na Apple Music na véspera do lançamento. Outros dois videoclipes também foram divulgados: "So Be It" em 17 de junho e "Chains & Whips" em 14 de julho.

## Antecedentes

### Histórico colaborativo do Clipse com Pharrell Williams e os Neptunes
Durante a adolescência, Malice conheceu os produtores musicais Chad Hugo e Pharrell Williams em 1988 e 1990, respectivamente. Hugo e Pharrell já se conheciam e formariam futuramente a dupla de produção The Neptunes. Um dia, Pusha T estava na casa de Hugo e começou a rimar. Impressionado, Pharrell convenceu os irmãos a formarem uma dupla de rap. O álbum de estreia planejado do Clipse, Exclusive Audio Footage (1999), foi arquivado pela Elektra Records; seu álbum de estreia oficial, Lord Willin', foi lançado em 2002 pelo selo Star Trak Entertainment, de Pharrell. Os Neptunes seriam creditados na produção de todos os álbuns de estúdio lançados comercialmente pelo Clipse até a separação da dupla.
Em 2024, Pharrell afirmou que não mantinha contato com Hugo, após este abrir um processo contra ele. Quando questionado em 2024 se Hugo havia participado de Let God Sort Em Out, Pusha T respondeu simplesmente: "Não, ele não participou." E sobre o processo, respondeu: "Nem estou muito por dentro disso." Os irmãos afirmaram em 2025 que ainda mantinham uma forte relação pessoal com Hugo, embora divergissem sobre sentirem falta de trabalhar com ele musicalmente; Pusha T declarou que seu álbum favorito do Clipse, Hell Hath No Fury (2006), foi produzido inteiramente por Pharrell. Malice faz referência à separação na faixa promocional "So Be It"—"Não tem mais Neptunes, então P é Saturno."

### Separação e reunião do Clipse
"Meu pai foi fundamental na minha tomada de decisão. Perguntei a ele o que achava de eu voltar a fazer rap, e ele disse: 'Você ainda precisa ganhar a vida. Ainda precisa sustentar sua família. Entendo de onde você vem, mas acho que tem sido muito duro consigo mesmo.' E isso significou muito para mim, porque ao longo dos anos, nos tempos de Clipse, nossa família passou por muita coisa. Para ele me dar sua bênção, sendo diácono na igreja e amante de Deus, precisei abrir os olhos e reavaliar."

Malice, Em entrevista de junho de 2024 à Vulture.
Til the Casket Drops (2009) foi o último álbum do Clipse antes da separação da dupla, que passou a seguir projetos solo. A decisão de encerrar a parceria partiu de Malice, que teve diversas conversas com Pusha T sobre deixar a dupla; a primeira ocorreu após uma sessão de estúdio com Rick Rubin. Perto do fim da parceria, o então empresário da dupla e várias pessoas próximas foram presas por acusações relacionadas a drogas. Em um determinado momento, quando os irmãos iam embarcar em um voo, Pusha T estava incomumente atrasado, e Malice temeu que ele tivesse sido preso. Quando Pusha finalmente embarcou, Malice, aliviado e furioso, declarou ali mesmo, em frente aos outros passageiros, que estava encerrando a dupla.
Apesar de a separação não ter sido anunciada na época, começaram a circular rumores após Malice mudar seu nome artístico para No Malice, converter-se ao cristianismo e iniciar uma carreira voltada ao rap cristão — em contraste ao "coke rap" do Clipse. Em 2014, Malice negou firmemente a possibilidade de uma reunião. Sua postura havia mudado em 2016: "Aprendi a nunca dizer nunca e não fecho portas para nada. Na verdade, gostaria de ver o Clipse de volta. Mas hoje faço as coisas de forma diferente."
A dupla apareceu junta (creditada como Clipse) na canção "Use This Gospel" de Ye, do álbum cristão de hip-hop e gospel Jesus Is King (2019), tendo também trabalhado em uma versão demo de "Follow God". Comentando sobre a reunião, Pusha T afirmou: "Eu sou o irmão mais novo, cara. Quero dizer, estou mais feliz do que... nem consigo expressar!" Uma apresentação ao vivo de "Use This Gospel" com Ye e o Sunday Service Choir ocorreu alguns dias depois, marcando o início de uma nova fase de apresentações ao vivo do Clipse em festivais de música e premiações. Eles voltaram a colaborar na faixa "Punch Bowl", de Nigo, presente em seu álbum I Know Nigo! (2022). No Malice também fez uma participação (creditado como Malice) na faixa "I Pray for You", do álbum It's Almost Dry (2022), de Pusha T.
"Chains & Whips", a primeira música com o Clipse como artista principal desde a reunião, foi prévia em 20 de junho de 2023. Quando questionado sobre um possível novo álbum, em entrevista ao vivo em 16 de novembro de 2023, Malice respondeu com um sorriso: "Neste momento, não". A confirmação de um novo álbum veio em matéria da revista Greatest, publicada em 1 de dezembro de 2023.

### Rivalidade de Pusha T com Jim Jones
O rapper Jim Jones chamou atenção em 2023 por questionar a inclusão de Pusha T em uma lista dos cinquenta maiores rappers de todos os tempos durante o podcast RapCaviar. Ele repetiu sua opinião em entrevista ao programa de rádio The Breakfast Club. O verso de Pusha T em "Chains & Whips", primeira música do álbum Let God Sort Em Out apresentada em um desfile da Louis Vuitton em 2023, foi interpretado como uma resposta a Jones; nas letras, Pusha T o acusou de inveja e sugeriu que seus comentários foram feitos para se aproximar de Drake — rival de Pusha T — que havia chamado Jones ao palco pouco antes da entrevista. Jones reacendeu a rivalidade após o lançamento do single "Ace Trumpets" em 2025: "Eu não acredito nisso, não acredito neles." Quando questionado sobre a rivalidade em junho de 2025, Pusha T respondeu: "Pessoalmente, nunca entendi do que se tratavam aquelas entrevistas [...] ou por que meu nome continuava sendo mencionado. Uma coisa é dizer que eu não sou um dos cinquenta melhores MCs, outra é você não dizer que você mesmo é. Ninguém me perguntou nada sobre lista de cinquenta. Depois da terceira entrevista, juro pra você, eu pensei: 'Cara, ele deve querer muito que eu saiba o que ele pensa de mim'. E foi assim que meu verso surgiu. Isso é o que eu realmente penso sobre ele. Isso é o que eu realmente penso sobre ele. Cada linha vem do meu coração."

### Carreira solo de Pusha T e relação profissional com a GOOD Music
Antes de lançar qualquer material solo, Pusha T assinou, no outono de 2010, com a GOOD Music, uma gravadora fundada por Ye. Naquele ano, ele participou de diversas faixas da série GOOD Fridays de Ye, fez um rap no cypher da GOOD na cerimônia do BET Hip Hop Awards de 2010, e teve duas participações no álbum My Beautiful Dark Twisted Fantasy de Ye. A parceria criativa foi frutífera; Pusha T tornou-se presidente da GOOD em 2015, e Ye assinou a produção de todos os seus álbuns comercialmente lançados até It's Almost Dry.
Pusha T manifestou publicamente várias vezes não concordar com Ye em questões políticas e decisões de carreira. Entre outros exemplos, ele expressou discordância com o apoio de Ye a Donald Trump e afirmou ter princípios diferentes quanto às relações na indústria musical. A relação se deteriorou completamente no final de 2022, após declarações amplamente condenadas como antissemitas feitas por Ye. Pusha T respondeu aos comentários de Ye: "Isso definitivamente me afetou. Foi decepcionante. Como um homem negro nos Estados Unidos, não há espaço para intolerância ou discurso de ódio. Então sim. Foi muito decepcionante, vamos ser diretos." Em outra entrevista, ele declarou: "Vai além de maluquices e não é algo para contornar. Está errado. Ponto final." e "Ele não fala mais comigo agora. Se você não apoia, está fora. E eu não apoio. Não vou mudar de ideia. Não estou com isso." Ele também deixou claro que não era mais presidente da GOOD nem tinha qualquer vínculo com a gravadora. As tensões se intensificaram em março de 2025, quando Ye declarou que não gostou de Pusha T comentar sobre suas visões políticas, e novamente em abril, quando criticou Pusha T durante uma transmissão ao vivo: "Pusha T, toda essa pose de durão. Onde está essa pose de durão?" Pusha T respondeu no single principal de Let God Sort Em Out, intitulado "Ace Trumpets", mencionando Ye e aparentemente dando a entender, em seu rap, que os comentários de Ye eram apenas engraçados. Ye respondeu, admitindo que sentia falta da amizade entre os dois. Pusha T viria a afirmar, em entrevistas, que não considera West um homem de verdade e declarou: "Fora da música, não somos nada. Fora disso, os princípios, a moral, a mentalidade dele — a gente quase nunca concorda, e nunca concordou."
Pusha T também criticou o rapper e produtor interno da GOOD Music, Travis Scott, nas letras do single promocional "So Be It". A animosidade surgiu principalmente em 2023, quando Clipse e Pharrell estavam trabalhando em Let God Sort Em Out em Paris. Travis Scott foi até o estúdio para mostrar a eles seu álbum futuro, Utopia (2023). No entanto, estava ausente na sessão de audição a versão final da participação de Drake na faixa "Meltdown]]", na qual ele faz referência à compra das joias de Pharrell e ao fato de tê-las derretido. Pusha T relembrou o momento: "Ele nos vê [a mim e ao Malice] lá. Ele diz, 'Ah, cara, todo mundo está aqui', sorrindo, rindo, pulando, fazendo sua porra de dança de macaco. A gente não curtiu a música, mas ele quis tocar, quis filmar [a nossa reação e a do Pharrell ouvindo]. E aí, uma semana depois, você ouve 'Meltdown', que ele não tocou. Ele tocou a música, mas não [o verso do Drake]." Ele também acrescentou que sente que Scott tem um histórico de comportamento desleal, chamando-o de "puta". Em outra entrevista, chamou-o depois de "sem vergonha".

### Assinaturas com gravadora e disputa sobre a letra de Kendrick Lamar
Em algum momento após decidirem retornar, Clipse assinou com a Def Jam Recordings, que já era a gravadora solo de Pusha T desde a época em que a GOOD Music era um selo afiliado à Def Jam. O lançamento de Let God Sort Em Out foi significativamente adiado em relação ao planejado para 2024, quando a Def Jam e sua controladora, a Universal Music Group, exigiram que um verso convidado de Kendrick Lamar fosse censurado ou removido. Inicialmente, foi relatado que isso ocorreu porque tanto ele quanto Pusha T haviam tido desentendimentos com Drake — resultando em trocas de faixas de ataque em 2018 e 2024, respectivamente. A Universal teria ficado desconfortável com a "imagem" da situação, e a disputa entre Drake e Lamar eventualmente levaria a um processo judicial movido por Drake contra eles. Posteriormente, foi esclarecido que o motivo oficial era o uso da expressão "Trump card" nas letras, e preocupações sobre um possível conflito com o então presidente dos Estados Unidos, Donald Trump. No entanto, Pusha T afirmou acreditar que isso era apenas uma desculpa, pois, segundo ele, havia sido censurado várias vezes pela Def Jam desde 2018 por letras que poderiam ser interpretadas como indiretas a Drake.
A assinatura com a gravadora só foi anunciada em outubro de 2024. O jornalista Elias Leight escreveu que a dupla já estava contratada desde o "início" de 2024. O executivo da indústria fonográfica Brian Zisook alegou publicamente que o Clipse já estava sob contrato com a Def Jam c. junho de 2023. O Clipse se recusou a censurar ou remover o verso. O impasse terminou quando foi pago um valor de sete dígitos para que ele e a dupla fossem liberados da Def Jam antes de assinarem um contrato de distribuição com a Roc Nation. A Def Jam, no entanto, ainda receberá uma parte da receita do álbum. O contrato de distribuição, liderado por Jay-Z, foi finalizado em menos de 24 horas após a saída do Clipse da Def Jam. Essa nova assinatura foi anunciada informalmente em maio de 2025, quando uma foto da dupla em frente ao logotipo da Roc Nation, com a legenda contendo o título do álbum, foi publicada no Instagram tanto pela dupla quanto pela própria Roc Nation.

### Vazamento do álbum
O álbum foi vazado online em 8 de julho de 2025.

### Sessões de gravação
As sessões de gravação do álbum, iniciadas em 2023, foram divididas entre o estado da Virgínia (Estados Unidos) e a sede da Louis Vuitton em Paris, França. Segundo Andre Gee, da revista Rolling Stone, os primeiros passos do álbum ocorreram após o Grammy de 2023, quando Pusha T viajou para Miami para trabalhar com Pharrell e Malice, escolhendo cinco instrumentais. No entanto, o artigo de Gee utiliza uma formulação que sugere que nada gravado em Miami entrou de fato no álbum — "[Malice] orava com seu engenheiro antes de cada sessão de gravação na Virgínia. (Outras sessões aconteceram em Paris com Pharrell.)" — e nenhuma outra fonte menciona Miami. Frazier Tharpe, da GQ, especifica que a maior parte do álbum foi gravada em Paris. O álbum foi confirmado como finalizado em dezembro de 2024. Algumas letras da faixa "Ace Trumpets" foram interpretadas como respostas aos desabafos feitos por Ye em março e abril de 2025.

## Divulgação

### Singles e videoclipes
O single principal de Let God Sort Em Out, "Ace Trumpets", foi lançado em 30 de maio de 2025. A canção atraiu atenção da mídia por conter letras que fazem referência ao antigo chefe e parceiro criativo de Pusha T, Ye, sendo interpretadas por alguns como uma rejeição aos desabafos públicos do rapper. "Ace Trumpets", com sua "bateria gélida, sintetizadores exuberantes e uma elegância inquietante", recebeu críticas positivas da imprensa especializada. Alex Hudson, da revista Exclaim!, comentou: "O beat certamente não é o mais cativante de Pharrell, mas a TR-808 estronda com pura força. Isso sim—bem-vindos de volta, caras." Tom Breihan, do site Stereogum, escreveu: "Pusha e Malice soam frios e imponentes. O verso de Malice é uma verdadeira aula." Dash Lewis, da Pitchfork, descreveu a faixa como "um retorno ameaçador para os autores do coke rap. O instrumental de Pharrell Williams—com sua caixa estalada, baixo que cava o peito e um drone de sintetizador que soa como uma sirene de tornado em câmera lenta—transmite a mesma tensão rastejante que ele forneceu a Pusha em It's Almost Dry (2022)." Um vídeo com a letra foi lançado em 4 de junho.
Descrita por publicações como o segundo single, a faixa promocional "So Be It" foi lançada exclusivamente como um videoclipe em preto e branco dirigido por Hannan Hussain, por meio do YouTube e do Instagram, em 17 de junho. O clipe mostra a dupla em uma mansão cercada por carros clássicos de luxo. Alguns fãs e jornalistas inicialmente acreditaram que a canção seria um diss direcionado a Ye, com base nas letras antecipadas. "So Be It" foi bem recebida pela crítica. Zachary Horvath, do site HotNewHipHop, escreveu que "diss à parte, a música é ótima por si só. Pharrell continua em ótima forma, com um beat pulsante e um sample assombrado para abrir a faixa. Os versos da dupla Clipse também são afiados mais uma vez, e esta faixa já desponta como o AOTY no rap." Preezy Brown, da Vibe, descreveu a faixa como "um retorno triunfante à forma—afiada, estilosa e inegavelmente de elite", destacando que Pusha T "soa tão focado quanto nunca" e que Malice "entrega com um estilo enigmático". Brown também comentou: "A produção de Pharrell é magistral—cordas e floreios árabes se misturam a uma base sonora que é ao mesmo tempo celebratória e ameaçadora."
Em 10 de julho, a dupla lançou mais duas músicas do álbum com exclusividade na Apple Music, horas antes do lançamento completo: primeiro "Chains & Whips", e, em seguida, "So Far Ahead".[carece de fontes?]

### Colaborações com marcas
A marca estadunidense de moda Denim Tears foi a primeira a colaborar com o Clipse, lançando uma camiseta com a marca Let God Sort Em Out em junho de 2024 — um ano antes do lançamento do álbum — como parte da celebração do quinto aniversário da marca.
Outras colaborações com marcas permaneceram desconhecidas até o lançamento de "So Be It", em 18 de junho de 2025, quando o Clipse revelou um pacote alternativo do álbum e uma linha de produtos desenhados pelo artista japonês Verdy. A linha Billionaire Boys Club de Pharrell anunciou uma camiseta preta exclusiva em 21 de junho, disponível nas lojas principais da marca a partir daquela data, e com lançamento online em 11 de julho. Em 7 de julho, Pusha T começou a divulgar imagens de um modelo do tênis Adidas Samba com a marca do Clipse, que teve um lançamento em acesso antecipado em 14 de julho. Uma colaboração com a Carhartt foi anunciada no dia seguinte; foi lançada juntamente com o álbum, em 11 de julho, apresentando jaquetas, camisetas gráficas, moletons e blusões. Outro pacote alternativo do álbum, desenhado pelo artista estadunidense Josh Sperling, foi anunciado em 15 de julho.

### Desfiles da Louis Vuitton
Pharrell foi escolhido em 2023 como o novo diretor criativo de moda masculina da grife de luxo Louis Vuitton. Em uma reportagem do The New York Times sobre o cargo e seu desfile de estreia, uma canção inédita com Pusha T ("Chains & Whips") foi divulgada, embora ainda não identificada como uma música do Clipse. Os três desfiles anuais da coleção primavera–verão seguintes até o lançamento de Let God Sort Em Out incluíram músicas inéditas do Clipse em suas trilhas sonoras, junto com outras canções. "Chains & Whips" foi estreada no desfile masculino primavera–verão 2024 da Louis Vuitton em 20 de junho de 2023, embora a participação de Kendrick Lamar ainda não estivesse incluída. Pusha T e Malice também desfilaram na passarela usando peças desenhadas por Pharrell. No desfile masculino primavera–verão 2025, em 18 de junho de 2024, foi apresentada pela primeira vez a música "The Birds Don't Sing", com vocais de John Legend. No desfile masculino primavera–verão 2026, em 24 de junho de 2025, foi estreada "So Be It Pt. II".

### All Day I Dream About Sport
Um curta-metragem intitulado All Day I Dream About Sport, co-criado por Pharrell e Gabriel Moses, teve sua estreia no High Museum of Art em 15 de fevereiro de 2025, em um evento promovido pela marca alemã de artigos esportivos Adidas. Embora não estivesse explicitamente vinculado ao Clipse, a trilha sonora do filme incluía uma prévia de uma canção original de Pusha T produzida por Pharrell, intitulada "Mike Tyson Blow to the Face". A canção seria posteriormente confirmada em Let God Sort Em Out sob o nome "Mike Tyson".

### Faixas de prévia nas redes sociais
Um vídeo de Pharrell dançando ao som de uma música do álbum foi publicado no Instagram por Gabriel Moses em agosto de 2024.
Pusha T publicou um vídeo em sua conta no Instagram em 7 de maio de 2025, com a legenda da faixa "So Far Ahead". O vídeo, que servia como trailer para a canção, mostrava o rapper se preparando para a edição de 2025 do Met Gala, intercalado com imagens de figuras como o escravizado William Lee, o boxeador e ativista Muhammad Ali e o artista Jean-Michel Basquiat.
A faixa "So Be It" foi pré-estreada no Instagram Live por DJ Hed, e também na rádio Hot 97 pelo DJ Funkmaster Flex, ambos no dia 16 de junho, um dia antes de seu lançamento oficial como videoclipe.
O atleta LeBron James publicou no Instagram, em 23 de junho, uma prévia do verso de Nas na faixa "Let God Sort Em Out/Chandeliers".

### Entrevistas e divulgação
"[Este álbum é] um novo capítulo. É algo novo, inovador, fresco. Não é uma passarela de nostalgia. Tudo é novo — a música, a energia, o espírito competitivo. É tudo sobre o que vem a seguir e ser o que vem a seguir."

Pusha T, Em entrevista solo concedida à revista GQ em maio de 2025.
A revista Vulture publicou uma entrevista com o Clipse em 19 de junho de 2024 — um dia após a prévia da música "The Birds Don't Sing" no desfile masculino da Louis Vuitton para a coleção primavera–verão 2025. Entrevistados por Craig Jenkins, os irmãos refletiram sobre o falecimento dos pais e como essa experiência, junto do tratamento de diálise do pai de Pharrell, influenciou as letras de "The Birds Don't Sing". Pusha T revelou que Malice foi quem sugeriu o título, inspirado na autobiografia de Maya Angelou de 1969, I Know Why the Caged Bird Sings. Outros tópicos abordados incluíram a bênção do pai dos irmãos para o retorno de Malice ao Clipse, o rótulo de "rap de cocaína" frequentemente atribuído ao grupo e a menção a Pusha T por Kendrick Lamar em sua batalha de rap com Drake em 2024. Um novo álbum foi oficialmente anunciado pela primeira vez, embora sem título ou data de lançamento. Pusha T declarou: "O próximo ano será repleto de aparições, turnês e o álbum de rap do ano."
O Clipse também foi entrevistado por Njera Perkins da revista People, em matéria publicada em 15 de agosto. Eles falaram sobre sua apresentação beneficente no evento Pepsi Dig In Day Block Party, a alegria de se apresentar ao vivo e como Pharrell vinha incentivando a reunião da dupla. Malice comentou: "[Pharrell] definitivamente vem incentivando isso, e sempre soubemos que no fundo era uma possibilidade [...] Então, quando tudo começou a tomar forma, e o momento era certo, acho que tudo simplesmente aconteceu como deveria."
Em entrevista a Andre Gee para a revista Rolling Stone, publicada em 4 de setembro, Malice contou como deixou o Clipse, mencionando um susto com saúde na época — quando acreditava falsamente ter HIV/AIDS — que aumentou seu estresse e contribuiu para sua saída. Ele também explicou o significado de sua fé cristã e o motivo de ter abandonado o nome artístico No Malice: "Quando mudei meu nome para No Malice, estava fazendo uma declaração [...] Havia coisas que precisavam ser ditas, lições que precisavam ser aprendidas. E eu sei exatamente quem sou. Fui tocado no coração. Sou uma nova criação. Vejo as coisas de forma diferente, e posso assumir qualquer nome que eu escolha." Detalhes adicionais do álbum foram revelados — incluindo uma participação de Nas, que a concepção do disco começou após o Grammy Awards de 2023, e que "The Birds Don't Sing" é a faixa de abertura. Gee informou que o lançamento estava previsto ainda para aquele ano.
Em 7 de dezembro, Pusha T participou de uma entrevista solo com o jornalista Ari Melber, durante evento promovido pela empresa Saint & Citizen. Ele comentou sobre a disputa entre Drake e Kendrick Lamar, declarou que Drake perdeu a batalha e zombou das ações legais de Drake contra a Universal Music Group. Pusha T também afirmou que Let God Sort Em Out estava finalizado.
Uma matéria de Frazier Tharpe publicada na GQ em 2 de junho de 2025 começou apontando que o Clipse estava insatisfeito com o estado atual do hip hop mainstream, com exceção de nomes como Stove God Cooks e Future. Pusha T falou sobre a solidão e a necessidade de jogar "o jogo da indústria" durante sua carreira solo, revelou que já estava desiludido com seu ex-chefe Ye durante as gravações de Jesus Is King em 2019, e criticou o caráter de Ye, embora tenha negado ser um mau amigo para ele. Pela primeira vez, foi contada a história da disputa do Clipse com a gravadora Def Jam Recordings. Também foram abordadas as ações judiciais movidas por Drake contra a Universal Music Group ("Processar é maior do que qualquer coisa no rap. Simplesmente não te respeito.") e novos detalhes do álbum foram divulgados: as faixas "Mike Tyson", "POV", "F.I.C.O.", além das participações de Stove God Cooks e Kendrick Lamar. Após o lançamento de "So Be It", a GQ publicou um artigo complementar com trechos não utilizados da entrevista, em que a canção foi discutida. O texto incluiu versos de Pusha T direcionados a seu ex-colega da GOOD Music, Travis Scott.
Uma nova entrevista com Andre Gee para a Rolling Stone, publicada em 9 de junho, detalhou o contrato de distribuição da dupla com a Roc Nation e anunciou uma turnê pelos Estados Unidos, com 25 shows entre 3 de agosto e 10 de setembro. Apesar de não trazer novas informações sobre o álbum, o Clipse comentou sobre a Def Jam, a participação de Lamar e suas expectativas para a turnê. Pusha T também discutiu sua atuação na indústria da moda: seu papel como embaixador da marca Louis Vuitton, sua participação na passarela do desfile de Pharrell e sua presença no Met Gala.
O Clipse participou do podcast Popcast do The New York Times, publicado em 24 de junho. Em conversa com Joe Coscarelli e Jon Caramanica, os irmãos discutiram diversos aspectos de sua trajetória — desde a criação de suas mixtapes até os motivos da saída de Malice, o momento em que perceberam que sua música ganhava notoriedade, e o impacto da paternidade (e, no caso de Malice, da avô-ternidade) em suas composições. Também foi revelado que "Chains & Whips" seria a segunda faixa do disco. Pusha T explicou a mudança de atitude da Def Jam após escutarem o verso de Kendrick Lamar e revelou o motivo oficial alegado para exigirem sua remoção. Os atritos com Drake, Ye e Travis Scott também foram explorados. Em 15 de julho, o Clipse participou de uma sessão de perguntas e respostas no subreddit r/hiphopheads.

### Turnê
Em 9 de junho de 2025, o Clipse anunciou uma turnê pelos Estados Unidos em promoção ao álbum, com vinte e cinco shows planejados entre 3 de agosto e 10 de setembro. A dupla de hip hop de Atlanta EarthGang foi confirmada como atração de abertura.
Quatro datas na Europa foram adicionadas em 14 de julho, estendendo a turnê até 10 de novembro.

### Outras apresentações ao vivo
O Clipse se apresentou no DuSable Black History Museum, em Chicago, Illinois, em 24 de agosto de 2024, durante o Pepsi Dig In Day Block Party — evento gratuito que celebrou restaurantes de propriedade de pessoas negras.
Em 26 de junho de 2025, a dupla apresentou a música "Ace Trumpets" para o programa A COLORS SHOW, série de performances ao vivo da produtora alemã ColorsxStudios. O áudio da apresentação foi lançado como single nas plataformas de streaming no mesmo dia. O Clipse também realizou uma apresentação no programa Tiny Desk, da NPR, em 11 de julho, coincidindo com o lançamento do álbum.
Poucos dias depois, em 15 de julho, eles apresentaram a canção "The Birds Don't Sing" no programa The Tonight Show Starring Jimmy Fallon.

### Outros eventos
Uma audição privada do álbum foi realizada em 23 de junho no terraço da sede da Louis Vuitton, em Paris. Trechos da participação de Kendrick Lamar na faixa "Chains & Whips" circularam posteriormente nas redes sociais.
Por volta das 23h do horário da Costa Leste dos EUA (ET) em 10 de julho, o radialista Ebro Darden apresentou uma escuta ao vivo do álbum pela Apple Music.
Um evento de autógrafos está planejado para 17 de julho, exclusivo para clientes que adquirirem o vinil de Let God Sort Em Out na loja da Amoeba Music em Hollywood.

### Clipse Week com a Genius
O Clipse colaborou com a plataforma de letras e mídia Genius em uma série especial chamada Clipse Week. A iniciativa começou em 11 de julho com um vídeo da série Verified sobre a música "Chains & Whips", na qual os artistas explicam as letras e inspirações das canções. Malice falou sobre sua fé, o tempo afastado da dupla e o que o motivou a retornar; ele também comentou sobre a percepção de que Pusha T é demasiadamente crítico com colegas da indústria, afirmando: "Admiro verdadeiramente a contenção dele. As pessoas acham que ele exagera, mas, sabendo onde todos os corpos estão enterrados, admiro sua contenção." Pusha T revelou que o refrão da canção foi iniciado por Pharrell, quando a dupla enfrentava dificuldades no processo de composição.
No mesmo dia, Malice publicou anotações oficiais para todas as faixas do álbum em seu perfil verificado na Genius.
Um novo vídeo da série Verified, desta vez sobre "Ace Trumpets", foi lançado em 14 de julho.

## Arte da capa
A arte de capa do álbum foi criada pelo artista estadunidense Kaws, apresentando seu personagem Companion sendo montado — ou "julgado" — por duas mãos. Kaws é um colaborador conhecido da dupla, tendo também criado a arte de capa do álbum Til the Casket Drops (2009). Sobre a colaboração com o artista plástico Josh Sperling, este descreveu sua capa como "A cruz e a âncora. A cruz para representar o pecado, a morte e a fé. A âncora para representar força e estabilidade em águas desconhecidas. Dois símbolos para dois irmãos."

## Recepção crítica
| Críticas profissionais | Críticas profissionais |
| Pontuações agregadas   | Pontuações agregadas   |
| Fonte                  | Avaliação              |
| ---------------------- | ---------------------- |
| AnyDecentMusic?        | 7,5/10                 |
| Metacritic             | 82/100                 |
| Avaliações da crítica  |                        |
| Fonte                  | Avaliação              |
| AllMusic               | [ 95 ]                 |
| Clash                  | 9/10                   |
| Consequence            | A−                     |
| Exclaim!               | 7/10                   |
| The Guardian           | [ 99 ]                 |
| HotNewHipHop           | [ 100 ] [ i ]          |
| NME                    | [ 101 ]                |
| Pitchfork              | 6,5/10                 |
| Rolling Stone          | [ 103 ]                |
| Slant Magazine         | [ 104 ]                |

Após o seu lançamento, o álbum foi amplamente aclamado pela crítica. O Metacritic, que usa uma média ponderada, atribuiu a Let God Sort Em Out uma pontuação de 82 em 100, baseado em 9 críticos, indicando "aclamação universal".
Alexis Petridis, do The Guardian, atribuiu nota máxima ao álbum e o descreveu como "uma reafirmação tão forte das habilidades e do poder do Clipse quanto se poderia desejar". Ele elogiou a versatilidade lírica ("Excelentes versos abundam, do arrepiante ao hilário"), a química entre a dupla, as participações especiais — que "elevam" sem ofuscar os protagonistas — e a produção "inspirada". Concluiu dizendo que é um dos melhores álbuns do ano. Tom Breihan, escrevendo para a coluna Premature Evaluation do Stereogum, comparou a "intensidade minimalista e cortante" do álbum à do segundo disco do Clipse, Hell Hath No Fury (2006). Destacou a presença de Malice, que "ainda possui a força gravitacional de um buraco negro", e elogiou as participações de Stove God Cooks e Ab-Liva.
Niall Smith, da Clash, atribuiu nota 9/10 ao álbum e destacou a fusão entre o estilo clássico da dupla e uma abordagem mais introspectiva sobre "maturidade, perspectiva e perda". Apesar de considerar alguns refrões de Pharrell como pontos fracos, elogiou a "sinergia" do Clipse. Kiana Fitzgerald, do Consequence, elogiou o desempenho dos convidados e a versatilidade lírica: "Os irmãos são tão contemplativos quanto cômicos". Destacou a produção da faixa "M.T.B.T.T.F." como reminiscente da era de ouro do hip hop.
Simon Vozick-Levinson, da Rolling Stone, deu quatro estrelas ao álbum, destacando o amadurecimento emocional do Clipse, embora tenha apontado que, em certos momentos, o trabalho soa mais como um álbum solo de Pusha T. Em uma crítica positiva não pontuada para a Variety, Peter A. Berry elogiou a química da dupla, mas criticou as contribuições de Pharrell, descrevendo a produção como "pouco imaginativa" e os refrões de faixas como "So Far Ahead" e "By the Grace of God" como "clichês forçados".
Jordan Darville, do The Fader, descreveu o álbum como "uma jogada ousada" e um projeto "sólido e ocasionalmente brilhante", centrado na fé cristã de Malice. Elogiou as letras introspectivas e os instrumentais "grandiosos", mas criticou algumas participações, como Pharrell e The-Dream em "All Things Considered".
Marko Djurdjić, da Exclaim!, classificou o álbum com nota 7/10, chamando-o de "hostil, paranoico e muitas vezes inspirador". Elogiou as letras ("Isso é rap de verdade — implacável.") e a escrita como "mais que impressionante", mas criticou os fluxos repetitivos e algumas produções como "tediosas e desnecessárias". Já Kyann-Sian Williams, da NME, foi mais morna: atribuiu nota 3/5, elogiando a letra introspectiva e crua, bem como as participações especiais, mas apontando Malice como excessivamente "pregador" e a produção como menos inovadora que em trabalhos anteriores da dupla.
Alphonse Pierre, da Pitchfork, também foi cauteloso em sua análise. Com nota 6,5/10, disse que a dupla "ainda manda bem no microfone", mas que a produção de Pharrell "atrapalha" e soa "corporativa", "engessada" e "aprovada pelo RH". Destacou "M.T.B.T.T.F." como um ponto alto. Paul Attard, da Slant Magazine, fez coro às críticas negativas: afirmou que o disco "parece mais um relatório corporativo do que um álbum", com produção "sem atrito" e letras pouco focadas.

## Lista de faixas
Todas as faixas foram escritas por Gene Thornton, Terrence Thornton e Pharrell Williams, exceto onde indicado.
Produzidas por Pharrell Williams.
| N.º            | Título                                                      | Duração |  |
| 1.             | "The Birds Don't Sing" (com John Legend e Voices of Fire)   | 4:00    |  |
| 2.             | "Chains & Whips" (com Kendrick Lamar)                       | 4:03    |  |
| 3.             | "P.O.V." (com Tyler, the Creator)                           | 4:18    |  |
| 4.             | "So Be It"                                                  | 3:14    |  |
| 5.             | "Ace Trumpets"                                              | 2:34    |  |
| 6.             | "All Things Considered" (com The-Dream e Pharrell Williams) | 3:09    |  |
| 7.             | "M.T.B.T.T.F."                                              | 2:36    |  |
| 8.             | "E.B.I.T.D.A." (com Pharrell Williams)                      | 1:59    |  |
| 9.             | "F.I.C.O." (com Stove God Cooks)                            | 3:21    |  |
| 10.            | "Inglorious Bastards" (com Ab-Liva)                         | 2:33    |  |
| 11.            | "So Far Ahead" (com Pharrell Williams)                      | 3:22    |  |
| 12.            | "Let God Sort Em Out/Chandeliers" (com Nas)                 | 2:32    |  |
| 13.            | "By the Grace of God" (com Pharrell Williams)               | 3:06    |  |
| Duração total: | Duração total:                                              | 40:47   |  |

## Créditos
Créditos adaptados do Apple Music e do Tidal.
| - Clipse: - Malice – vocais - Pusha T – vocais - John Legend – vocais (faixa 1) - Kendrick Lamar – vocais (faixa 2) - Tyler, the Creator – vocais (faixa 3) - Pharrell Williams – vocais (faixas 6, 8, 11, 13) - The-Dream – vocais (faixa 6) - Stove God Cooks – vocais (faixa 9) - Ab-Liva – vocais (faixa 10) - Nas – vocais (faixa 12) - Stevie Wonder – narração (faixa 1) - Pharrell Williams – vocais adicionais (faixa 2) - Aboud Harb – vocais adicionais (faixa 4) - Nigel Brixx Thornton – vocais adicionais (faixa 6) - Susan Carol Lewis – vocais adicionais (faixa 11) - Voices of Fire – coral (faixas 1, 3, 8, 11, 13) - Larry George – tenor - Alrenzo Albritton – tenor - Jahzeel Mumford – tenor - Lauren Hendrick – soprano - Megan Buhmann – soprano - T. Alexandria Gray – soprano - Jazmine Canales – contralto - Trenise Holloman – contralto - Maria Rosado – contralto - Colette Williams – contralto | - Mike Larson – programação (faixas 1–6, 8–13) - Richard Adlam – programação, teclados (faixas 3–4) - Hal Ritson – programação, teclados (faixas 3–4), violino (faixa 4) - Replay Heaven – programação, teclados (faixas 3–4) - Ali Jamieson – programação, teclados (faixa 4) - Brandon Harding – programação (faixa 6) - Stevie Wonder – piano (faixa 1) - Larry Gold – orquestra de cordas (faixa 1) - Steve Tirpak – orquestra de cordas (faixa 1) - Emma Kummrow – violino (faixa 1) - Charlene Kwas – violino (faixa 1) - Natasha Colkett – violino (faixa 1) - Blake Espy – violino (faixa 1) - Gared Crawford – violino (faixa 1) - Ghislaine Fleischmann – violino (faixa 1) - Marianne Haynes – violino (faixa 4) - Jonathan Kim – viola (faixa 1) - Yoshihiko Nakano – viola (faixa 1) - Glenn Fischbach – violoncelo (faixa 1) - Vivian Barton Dozor – violoncelo (faixa 1) - Lenny Kravitz – guitarra elétrica (faixa 2) - J. Drew Sheard II – teclados (faixa 13) | - Larry Gold – regência de orquestra (faixa 1) - Bishop Ezekiel Williams – regente do coral (faixas 1, 3, 8, 11, 13) - Larry George – regente do coral (faixas 1, 3, 8, 11, 13) - Pharrell Williams – engenheiro de mixagem - Manny Marroquin – engenheiro de mixagem, engenheiro de mixagem imersiva - Kevin Madigan – engenheiro de mixagem imersiva - Mike Larson – engenheiro de gravação (faixas 1–4, 6–13), engenheiro de mixagem - Rob Ulsh – engenheiro de gravação - Jeff Chestek – engenheiro de gravação (faixa 1) - Tim McClain – engenheiro de gravação (faixa 1) - Cristian F. Perez – engenheiro de gravação (faixa 1) - Alex Alvarez – engenheiro de gravação (faixa 2) - Ray Charles Brown Jr. – engenheiro de gravação (faixa 2) - Benjamin Thomas – engenheiro de gravação (faixas 4, 11) - Hart Gunther – engenheiro de gravação (faixa 6) - Brandon Harding – engenheiro de gravação (faixa 6) - Nathaniel Alford – engenheiro de gravação (faixa 7) - Susan Carol Lewis – engenheira de gravação (faixa 11) - Mark "Exit" Goodchild – engenheiro de gravação (faixa 12) - Jim Parroco – assistente de engenharia - Trey Station – assistente de engenharia - Anthony J. Vilchis – assistente de engenharia - Ramiro Fernandez-Seoane – assistente de engenharia - Zach Pereyra – engenheiro de masterização |  |

### "So Be It Pt. II"
Créditos adaptados do Apple Music.
- Malice – vocais

- Pusha T – vocais

- Mike Larson – programação

- Richard Adlam – programação, teclados

- Ali Jamieson – programação, teclados

- Hal Ritson – programação, teclados

- Replay Heaven – programação, teclados

- Voices of Fire – coral
  - Bishop Ezekiel Williams – regente do coral, piano
  - Larry George – regente do coral, tenor
  - Megan Bugmann – soprano
  - Lauren Hendrick – soprano
  - Twylia Jackson – soprano
  - Gloria Johnson – soprano
  - Taelor McClenny – soprano
  - Yunassea Thomas – soprano
  - Kamron Blue – baixo
  - Melvette Armond – contralto
  - Jazmine Canales – contralto
  - Michon David – contralto
  - Megan Heinsman – contralto
  - Trenise Holloman – contralto
  - Nakia Madry-Smith – contralto
  - Kristin Nettles – contralto
  - Maria Rosado – contralto
  - Colette Williams – contralto
  - Alrenzo Albritton – tenor
  - Jordan Felisbret – tenor
  - Sherrie Wayne – tenor
  - Jahzeel Mumford – tenor

- Thomas Roussel – regência de orquestra

- Cyprien Brod – violino

- Aurore Moutomé – violino

- Céline Munch – violino

- Miléna Julien – violino

- Florian Jourdan – violino

- Florestan Raës – violino

- Clara Bourdeix – violino

- Cecile Bourcier – violino

- Koah Vu Nguyen – violino

- Mehdi Bourai – violino

- Mario Guierre – violino

- Laure Simonin – violino

- Robin Antunes – violino

- Hugo Van Rechem – violino

- Emmanuelle Jakubek – violino

- Anna Pecic – violino

- Glen Rouxel – violino

- Éléonore Grimbert-Barré – violino

- Nina Tonji – viola

- Julien Gaben – viola

- Sarah Niblack – viola

- Camille Coello – viola

- Carla Fratini – viola

- Pauline Gmyr – viola

- Clara Germont – violoncelo

- Alexis Derouin – violoncelo

- Lucien Debon – violoncelo

- Emmanuelle Schneider – violoncelo

- Augustin Guénand – violoncelo

- Florence Hennequin – violoncelo

- Sapho Wanty – contrabaixo

- Fabien Coquant – contrabaixo

- Claire-Elie Tenet – contrabaixo

- Margot Mayette – flauta

- Maholy Guéroult – flauta

- Miglė Astrauskaitė-Costard – flautim

- Alix Vaillant – oboé

- Angela Rinaldi – oboé

- François Tissot – clarinete

- Avril Muller – clarinete

- Eliott Berdugo – clarinete baixo

- Lili Cousinié – trompa

- Hugo Pons – trompa

- Pierre-Alexis Torres-Toulemont – trompa

- Constance Mespoulet – trompa

- Jérôme Lacquet – trompete

- Manon Delahaye – trompete

- Sarah Maletras – trompete

- Thibault Mortegoute – trombone

- Mahel Gheribi – trombone

- Lucas Spiler – trombone baixo

- Adrian Salloum – tímpanos

- Wally Loume – percussão

- Matteo Sausse – percussão

- Timothée Gesland – percussão

- François Vallet – percussão

- Odile Foulliaron – harpa

- Pharrell Williams – engenheiro de mixagem

- Manny Marroquin – engenheiro de mixagem, engenheiro de mixagem imersiva

- Kevin Madigan – engenheiro de mixagem imersiva

- Mike Larson – engenheiro de gravação, engenheiro de mixagem

- Gaspard Murphy – engenheiro de gravação, engenheiro de mixagem

- Sylvain Denis – engenheiro de gravação, engenheiro de mixagem

- Rob Ulsh – engenheiro de gravação

- Benjamin Thomas – engenheiro de gravação

- Trey Station – assistente de engenharia

- Anthony J. Vilchis – assistente de engenharia

- Ramiro Fernandez-Seoane – assistente de engenharia

- Aurélien Thoumire – assistente de engenharia

- Nicolas Servant – assistente de engenharia

- Tristan Chiffoleau – assistente de engenharia

- Eliaz Buridant – assistente de engenharia

- Hannah Kessas – assistente de engenharia

- Lucas Desplaces – assistente de engenharia

- Timothée Franque – assistente de engenharia

- Zach Pereyra – engenheiro de masterização

## Paradas musicais
| Parada (2025)                       | Posição máxima |
| ----------------------------------- | -------------- |
| Álbuns de vinil da Austrália (ARIA) | 4              |
| Países Baixos (Dutch Charts)        | 15             |
| Irlanda (Official Irish Albums)     | 34             |
| Álbuns da Lituânia (AGATA)          | 50             |
| Álbuns da Nova Zelândia (RMNZ)      | 14             |
| Álbuns da Noruega (IFPI Norge)      | 33             |
| Reino Unido (Official Albums Chart) | 16             |
| Reino Unido (UK R&B Albums Chart)   | 3              |